# ووینیتسی
ووینیتسی (به لاتین: Voynitsi) یک منطقهٔ مسکونی در بلغارستان است که در شهرستان مونتانا واقع شده‌است.